# Presidential Records Act
The Presidential Records Act (PRA) del 1978, regola gli atti ufficiali del Presidente e Vicepresidente datati dopo il 20 gennaio 1981.
Il PRA ha modificato la proprietà legale dei documenti ufficiali del Presidente da privata a pubblica. Nello specifico il PRA permette il pubblico accesso ai registri Presidenziali attraverso il Freedom of Information Act (FOIA) a partire da cinque anni dopo il termine di quella specifica amministrazione.
Nel 2001 George W. Bush emana l'ordine esecutivo 13233 con il quale limita l'accesso ai documenti presidenziali.
| Controllo di autorità | VIAF (EN) 184317829 · LCCN (EN) n85246478 |